# 매슬로의 욕구단계이론

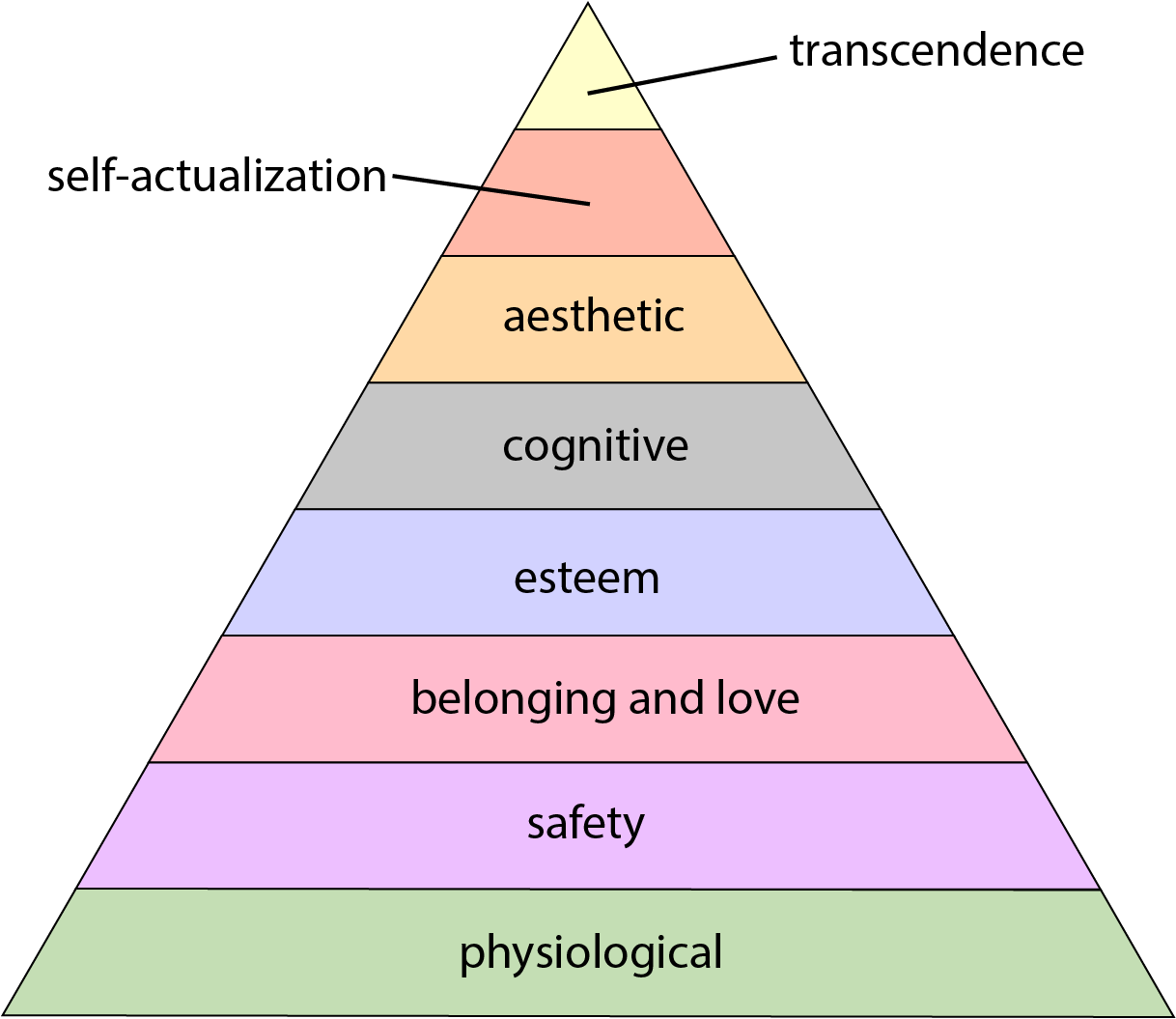
매슬로의 욕구단계이론은 피라미드 형태로 주로 표현된다. 아래로 갈수록 기초적인 욕구이다.

매슬로의 욕구단계이론(영어: Maslow's hierarchy of needs)은 인간의 다양한 욕구가 위계를 갖는다는 심리학적 관점이다.:234-235 미국의 심리학자 에이브러햄 매슬로는 《사이코로지컬 리뷰》에 1943년 게재한 〈인간 동기에 대한 이론〉에서 처음으로 욕구의 위계를 주장하였고 이후 많은 심리학자들이 이에 동조하여 이론을 발전시켜 나갔다.:234 매슬로의 욕구단계이론은 종종 발달심리학의 다른 이론들과 병행하여 다루어진다. 매슬로의 욕구단계이론의 핵심 아이디어는 생존을 위해 필수적인 선척적 본능에서 부터 개인의 사회적 발달을 통해 이루어지는 다양한 욕구에 이르기까지 각각의 욕구들이 위계를 지니며 어떤 욕구는 다른 욕구에 비해 훨씬 강력한 동기를 갖는다는 것이다.:235 이러한 욕구들은 크게 보아 결핍을 충족시키고자 하는 욕구와 현재보다 더 성장하고자 하는 욕구로 구별되며, 개인의 행동에 우선 순위를 부여하게 된다. 욕구 단계는 대개 보다 근원적이고 강력한 욕구를 밑에 두는 피라미드 형태의 그림으로 표현된다. 메슬로의 욕구단계이론은 교육, 보건, 사회사업 등의 평가 기준으로 흔히 사용되며 사회학 연구나 인적자원 관리 훈련에서도 기반 이론으로 자주 도입되고 있다.
매슬로의 욕구단계이론은 무엇보다 인간이 어떠한 행동을 하는 이유인 동기 부여를 설명하는 이론이다. 메슬로는 욕구의 위계를 "생리적 욕구", "안전 욕구", "애정·소속 욕구", "존중 욕구", "자아 실현 욕구"로 구분하였으며, 훗날 여기에 더해 "자기 초월 욕구"를 추가하였다.:235 가장 강력한 동기인 생리적 욕구는 생존에 필수적인 결핍을 충족시키고자 하는 욕구이다. 예를 들어 배고픔은 여러 생화학적 조건에 의해 형성되는 신체 반응으로 사람이 적절한 때에 음식을 섭취하여 살아갈 수 있도록 유도한다.:236-239
매슬로의 욕구단계이론은 광범위하게 인용되고 있으나 여전히 그 타당성에 대한 비판을 받고 있다. 이러한 비판 가운데 하나는 보다 근본적인 욕구가 충족되어야만 다음 단계의 욕구가 발현된다는 매슬로 욕구단계이론의 초기 주장에 집중되었고, 결국 매슬로는 어느 정도 욕구 충족이 불충분하더라도 다음 단계 욕구 역시 발현될 수 있다고 이론을 수정하였다.

## 욕구의 단계

매슬로의 욕구 단계 다이어그램. 아래로 갈수록 원초적인 욕구를 나타내는 피라미드로 나타낸다.

매슬로의 욕구 단계 이론은 일반적으로 피라미드 형태로 표현되며, 가장 기본적이고 근본적인 욕구가 아래에 위치하고, 자아실현과 초월에 대한 욕구가 꼭대기에 있다. 즉, 개인의 가장 기본적인 욕구가 충족되어야 더 높은 단계의 욕구를 성취하려는 동기가 생긴다는 개념이다. 하지만 피라미드 형태 자체는 매슬로의 원래 연구에는 등장하지 않는다.
피라미드의 가장 기본적인 네 단계는 매슬로가 "결핍 욕구" 또는 "D-욕구"라고 부른 것으로, 존중, 우정과 사랑, 안전, 그리고 생리적 욕구를 포함한다. 이중에서도 가장 기본적인 생리적 욕구를 제외한 다른 결핍 욕구가 충족되지 않을 경우, 신체적인 증상은 나타나지 않더라도 개인은 불안과 긴장을 느낄 수 있다. 결핍은 이러한 불안을 유발하므로 충족되지 않은 욕구는 이를 채우려는 동기를 부여한다. 매슬로는 기본적인 욕구가 충족되어야만 개인이 이차적 또는 고차적 욕구를 강하게 원하거나 이에 집중할 것이라고 제안하였다. 또한, 매슬로는 기본적인 욕구를 넘어 지속적인 자기개선을 추구하는 동기를 "메타동기"라고 명명하였다.
사람의 뇌는 복잡한 시스템이며 동시에 병렬 과정을 수행하므로 매슬로의 욕구 단계에서 다양한 수준의 동기가 동시에 발생할 수 있다. 매슬로 역시 이러한 부분을 의식하여 각 수준의 만족도를 "상대적", "일반적", "주로"와 같은 용어로 설명하였다. 특정 순간에 특정 욕구에만 집중하는 것이 아니라, 특정 욕구가 "인간의 유기체를 지배"한다고 언급하였다. 매슬로는 다양한 수준의 동기가 언제든지 발생할 가능성을 인정했지만, 그는 기본적인 동기의 유형을 확인하고 이러한 욕구가 충족되는 일반적인 순서에 초점을 맞추었던 것이다.

### 결핍과 성장 욕구
- 결핍 욕구
한 번 충족되면 더는 동기로서 작용하지 않는다. 생리 욕구, 안전 욕구, 사회상 욕구, 존경 욕구가 이에 해당한다.
- 성장 욕구
충족이 될수록 그 욕구가 더욱 증대된다. 자아실현 욕구가 이에 해당한다. 통상적인 일반 욕구를 넘어섰다고 하는 뜻에서 메타 욕구라고 표현하기도 한다.

### 생리적 욕구 (Physiology)
생리적 욕구는 매슬로 욕구 단계의 기초에 해당하며, 인간 생존을 위한 생물학적 구성 요소이다. 매슬로의 이론에 따르면, 생리적 욕구는 내적 동기의 요소로 작용하며, 인간은 생리적 욕구를 먼저 충족시키기 위해 노력하고, 이후 고차적 수준의 내적 만족을 추구한다. 따라서 매슬로의 이론에서 상위 단계의 욕구를 충족하기 위해서는 생리적 욕구가 먼저 충족되어야 한다. 이는 생리적 욕구를 해결하지 못한 사람은 스스로 안전, 소속감, 존중, 자아실현을 추구하지 않게 된다는 의미이다.
생리적 욕구에는 다음이 포함될 수 있다.
- 공기
- 물
- 음식
- 온기
- 의복
- 생식
- 보호소[18]
- 수면

이러한 생리적 욕구는 신체가 항상성을 유지하기 위해 충족되어야 한다. 예를 들어, 공기는 생리적 욕구로서 다른 상위 욕구보다 더욱 시급하게 필요하다. 생리적 욕구는 "삶의 기본 필수 요소"를 충족하는 데 필수적이다. 이러한 욕구가 충족되어야 배고픔과 갈증 같은 갈망이 해소되어 신체의 균형 유지가 방해받지 않는다.

### 안전의 욕구 (Safety)
개인의 생리적 욕구가 충족되면, 다음으로 안전의 욕구가 우선하여 행동에 큰 영향을 미친다. 신체적 안전이 결여된 상황(전쟁, 자연재해, 가정 폭력, 아동 학대 등)이나 경제적 안전이 결여된 상황(경제 위기와 일자리 부족 등)에서, 안전의 욕구는 직업 안정성에 대한 선호, 개인을 일방적 권위로부터 보호하기 위한 불만 처리 절차, 저축 계좌, 보험 정책, 장애 지원과 같은 형태로 나타난다. 이러한 안전의 욕구는 특히 아이들에게서 더 두드러지게 나타나며, 특히 장애를 가진 아이들의 경우 안전에 대한 욕구가 더 크다. 성인도 경제적 측면에서 영향을 받으며, "성인도 안전의 욕구에서 면제될 수 없다"고 한다.
안전의 욕구는 주거지, 직업 안정성, 건강, 안전한 환경을 포함한다. 한 사람이 환경에서 안전함을 느끼지 못하면, 생존을 위한 더 높은 욕구를 추구하기 전에 안전을 먼저 확보하려 한다. 따라서 "안전 욕구에 대한 지속적인 만족이 바로 삶의 안정성"인 것이며, 안정성은 인간이 필요로 하는 항상성 개념을 다시 불러온다.
안전의 욕구에는 다음이 포함된다.
- 건강
- 개인적 안전
- 정서적 안전
- 재정적 안전

### 사랑과 사회적 욕구 (Love/Social)
생리적 및 안전 욕구가 충족된 후, 세 번째 수준의 인간 욕구는 대인 관계와 소속감과 관련이 있다. 매슬로에 따르면, 인간은 크고 작은 사회적 집단에서 소속감과 수용에 대한 정서적 욕구를 가지고 있으며, 일, 스포츠, 친구 또는 가족과 같은 집단의 일부가 되는 것이 중요하다. 매슬로가 제시한 예시로는, 큰 사회적 집단에는 클럽, 동료, 종교 단체, 전문 조직, 스포츠 팀, 범죄 조직, 온라인 커뮤니티 등이 포함될 수 있으며, 작은 사회적 연결로는 가족, 친밀한 파트너, 멘토, 동료, 절친 등이 있다. 소속감이란 "타인에게 수용, 존중, 사랑을 받음으로써 느끼는 편안함과 연결"을 의미한다. 매슬로에 따르면, 인간은 성적인 사랑뿐만 아니라 비성적인 사랑을 포함하여 사랑을 주고받을 필요가 있다. 이 사랑이나 소속감이 결여될 경우, 많은 사람들이 외로움, 불안, 우울증에 취약해질 수 있다. 이러한 욕구는 특히 어린 시기에 강하게 나타나며, 안전 욕구보다도 우선시될 수 있다. 예를 들어, 학대받는 부모에게 매달리는 아이들에게서 이러한 상황이 관찰된다. 병원에서의 방치, 소외, 추방 등으로 인한 결핍은 개인이 감정적으로 중요한 관계를 형성하고 유지하는 능력에 부정적인 영향을 미칠 수 있다.
정신 건강은 이러한 욕구와 개인의 발달에 중요한 영향을 미친다. 개인의 욕구가 충족되지 않을 경우, 특히 청소년기에 우울증을 유발할 수 있다. 높은 소득 가정에서 자란 개인이 우울증을 겪을 확률이 낮은 이유는 기본 욕구가 충족되기 때문이다. 한편, 가정이 장기간 경제적 스트레스를 겪으면, 기본 욕구 충족의 어려움뿐만 아니라 이러한 스트레스로 인해 부모-자녀 관계가 약화되고 우울증 비율이 높아질 수 있다. 부모는 생계를 유지하는 데 스트레스를 받고, 더 많은 돈을 벌기 위해 집을 비우는 시간이 늘어 자녀와 함께하는 시간이 줄어들기 때문이다.
사회적 소속 욕구에는 다음이 포함된다.
- 가족
- 우정
- 친밀감
- 신뢰
- 수용
- 사랑과 애정을 주고받는 것

특정 상황에서는 동료 압력의 강도에 따라 소속감에 대한 욕구가 생리적, 안전 욕구보다 우선할 수 있다. 반면에 일부 개인은 소속감보다 자아 존중 욕구를 더 중요시하며, 또 다른 사람들에게는 창의적 성취의 욕구가 가장 기본적인 욕구조차도 초월할 수 있다.

### 존중의 욕구 (Esteem)
존중은 한 개인에 대한 존경과 감탄을 의미하지만, 동시에 "자존감과 타인의 존중"도 포함한다. 대부분의 사람들은 자신의 실제 능력이나 성취에 기반한 안정적인 자존감을 필요로 한다. 매슬로는 존중 욕구를 두 가지 버전으로 나누었다. 첫 번째는 낮은 단계의 존중 욕구로, 타인으로부터 받는 존중으로서 지위, 인정, 명성, 위신, 주목 등에 대한 욕구 등이다. 두 번째는 높은 단계의 존중 욕구로, 스스로를 존중하는 자존감을 의미하며 힘, 능력, 숙달, 자신감, 독립, 자유에 대한 욕구를 포함한다. 존중의 욕구와 그 이상의 단계들은 "욕구 단계가 상호 관련되어 있어 엄격히 구분되지 않는다"는 점을 보여준다. 즉, 존중 욕구와 그 이후의 단계는 엄격히 분리된 것이 아니라 밀접하게 연결되어 있다.
존중은 일상적인 경험에서 비롯되며, 이러한 경험을 통해 자신을 발견할 수 있는 학습의 기회를 제공한다. 이것은 특히 아동에게 매우 중요한데, 아이들이 "유능하고 학습 능력이 뛰어난 존재라는 것을 발견할 기회"를 제공하는 것이 중요하다. 이를 위해 성인은 아이들이 성공적이고 긍정적인 경험을 쌓아 보다 높은 "자아감"을 가질 수 있도록 도와야 한다. 성인, 특히 부모와 교육자는 아이들에게 지지적 환경을 제공하고, 그들이 "존경받고 유능한 개인"으로 자신을 바라볼 수 있도록 기회를 만들어야 한다. 또한 "매슬로는 존중과 명성에 대한 욕구가 아동에게 가장 중요하며, 진정한 자존감이나 존엄성보다 우선한다"고 언급했는데, 이는 자존감의 두 가지 측면, 즉 자기 자신과 타인에 대한 존중을 반영한다.

### 자아실현 (Self-actualization)
| “ | 사람은, 될 수 있는 것은 반드시 되어야 한다 | ” |
|   | — 에이브러햄 매슬로, 동기와 성격:91        |   |

위 문장은 자아실현 욕구를 이해하는 기초가 된다. 이 수준의 욕구는 개인이 자신의 잠재력을 완전히 실현하는 것을 의미한다. 매슬로는 이를 모든 것을 이루고, 자신이 될 수 있는 최고의 모습이 되고자 하는 열망으로 설명한다.:92 사람들은 이상적인 부모가 되고자 하거나, 운동에서 성공을 이루거나, 그림, 사진, 발명품 등을 창조하고자 하는 강한 욕망을 가질 수 있다.:93 이 단계의 욕구를 이해하려면, 이전 단계의 욕구를 성공적으로 충족하고 나아가 이를 완전히 숙달해야 한다. 자아실현은 동기 부여에서 가치 기반 시스템으로 설명될 수 있으며, 매슬로의 이전 단계들이 자아실현을 이루기 위한 단계별 과정으로 작용한다.
자아실현을 추구하는 사람들은 자신의 욕구, 관계, 자아 감각이 행동을 통해 어떻게 표현되는지 이해하려고 한다. 자기를 계속 발전하게 하고자 자신의 잠재력을 최대한 발휘하려는 욕구로, 다른 욕구와 달리 욕구가 충족될수록 더욱 증대되는 경향을 보여 ‘성장 욕구’라고 하기도 한다. 알고 이해하려는 인지 욕구나 심미 욕구 등을 여기에 포함시키기도 한다.
자아실현 욕구는 다음과 같은 요소들을 포함한다:
- 파트너 찾기
- 부모 역할 수행
- 재능과 능력의 활용 및 발전
- 목표 추구

## 비판
매슬로의 욕구 단계 이론은 학계 외에서도 널리 영향력을 끼치고 있으며, 이는 "대부분의 인간이 자신과 타인에게서 쉽게 인식할 수 있는" 점을 설명하기 때문인 것으로 여겨진다. 하지만 학문적으로 매슬로의 이론은 여러 논쟁의 대상이 되고 있다. 최근 연구는 보편적인 인간 욕구와 사람들이 욕구를 충족하는 순서의 보편적 경향이 존재함을 입증하는 것으로 보이지만, 매슬로가 제안한 엄격한 위계는 의문이 제기되고 있다. 가장 흔한 비판은, 같은 배경을 지닌 사람들이 동일한 상황에서 같은 결정을 내릴 것이라는 기대가 비현실적이라는 점이다. 실제로 인간은 일련의 독특한 동기들에 의해 움직이며, 이들의 행동은 매슬로의 원칙에 따라 신뢰성 있게 예측될 수 없다.
매슬로는 초기에는 인간이 삶의 여정에서 피라미드의 하단에서 상단으로 이동한다고 이론화했지만, 대부분의 사람들은 평생 피라미드 상하단을 오간다는 비판을 받았다. 이후 매슬로는 이 모델을 수정하여, 피라미드가 각 개인마다 다르며, 경직된 선형 과정이 아니며, 사람들이 여러 수준의 욕구를 동시에 가질 수 있고 단계 간에 이동할 수 있다고 제안했다.

### 방법론
매슬로의 연구 방법론에도 비판이 제기된다. 매슬로는 알버트 아인슈타인, 제인 애덤스, 엘리너 루스벨트, 바루흐 스피노자와 같은 인물들을 연구하며, 정신적으로 병약하거나 신경증을 가진 사람들을 연구하는 대신 "불완전하고 미성숙하며 건강하지 않은 표본을 연구하는 것은 불완전한 심리학과 철학만을 산출할 것"이라고 썼다.(pp. 200)

### 위계에 대한 비판과 수정

#### 전체적인 비판
1976년의 리뷰논문에 의하면, 매슬로가 제안한 욕구의 구체적 순위나 명확한 위계 구조에 대한 실증적 증거는 거의 없었다. 이 비판은 다수의 종단 연구와 횡단 연구의 데이터를 통해 뒷받침되었으며, 매슬로의 욕구 위계에 대한 제한적인 지지는 측정 기준이 부적절하고 대조군 선택이 불충분했다는 비판을 받았다.
1984년, 지르트 호프스테데는 매슬로의 욕구 위계가 자민족중심적이라는 비판을 제기했다. 개인주의 사회에서는 자아실현이 최상의 위치를 차지하는 반면, 집단주의 사회에서는 수용과 공동체의 욕구가 자유와 개성의 욕구보다 우선한다는 것이다.

#### 성적 욕구의 위치
매슬로의 피라미드에서 성이 생리적 욕구로 배치된 점은 비판을 받았다. 일부 비평가들은 성이 공동체 내에서 가지는 정서적, 가족적, 진화적 의미를 간과한다고 주장했다. 하지만 매슬로는 성적 욕구의 충족이 다른 사회적 동기와도 연결되어 있음을 인정했다.

#### 상황에 따른 위계 변화
매슬로의 욕구 위계에서 고차원 욕구(자아 존중과 자아실현)와 저차원 욕구(생리적, 안전, 사랑)의 구분은 보편적이지 않으며, 개인차나 자원 가용성, 지역 및 국가의 지정학적 특성에 따라 다를 수 있다.
1997년의 연구에 따르면, 1993년에서 1994년까지의 평시 동안 미국에서는 생존 욕구(생리적 및 안전)와 심리적 욕구(사랑, 자아 존중, 자아실현)의 두 수준의 욕구가 특히 중요하게 나타났다. 걸프 전쟁이 한창이던 1991년에 회고적 측정이 시행되었으며, 전년도 욕구의 중요성을 회상하도록 요청받은 결과 미국에서는 여전히 두 가지 수준의 욕구만 확인되었다. 중동(이집트와 사우디아라비아)에서는 1990년의 회고적 평시 측정에서 중요성과 만족도에 따라 세 가지 수준의 욕구가 나타났으며, 이는 미국 시민들의 욕구와 크게 달랐다.
스트레스로 인해 평시와 전시의 욕구 중요성과 만족도 변화는 문화에 따라 큰 차이를 보였다(미국 대 중동). 미국에서는 모든 욕구가 동일하게 중요하다고 간주되어 평시에 한 가지 수준의 욕구만 확인되었지만, 전시에는 세 가지 수준(생리적, 안전, 심리적)으로 나뉘었다. 전시 중 미국에서는 생리적 욕구와 안전 욕구가 독립적인 욕구로 분리되었고, 평시에는 두 가지가 결합되어 하나의 범주로 간주되었다. 중동 지역 사람들에게는 전시 기간 동안 욕구의 만족도가 세 가지에서 두 가지로 바뀌었다.
아시아에서 수행된 연구는 낮은 단계와 높은 단계 욕구의 순서가 차이가 있음을 발견했다. 예를 들어, 공동체 욕구(소속감과 관련되며 매슬로 위계에서 낮은 단계의 욕구로 간주됨)가 아시아 전역에서 가장 높은 단계의 욕구로 나타났으며, 이어서 자기 수용과 성장 욕구가 뒤따랐다.
1981년 연구에서는 매슬로의 욕구 단계가 연령에 따라 다를 수 있음을 살펴보았다. 연구에 따르면, 어린이는 신체적 욕구가 가장 높았고, 사랑의 욕구는 청소년기에서 성인기로 갈수록 높아졌으며, 자아 존중 욕구는 청소년기에서 가장 높게 나타났다. 이 연구는 매슬로의 욕구 이론이 발달의 순서로 적용되기에는 제한적일 수 있음을 시사하며, 연령에 따라 사랑의 욕구와 자아 존중 욕구의 순서가 반대일 수 있음을 지적했다.

## 대안
매슬로의 욕구 위계 이론의 한계를 보완하고, 다양한 인간 욕구를 설명하기 위해 여러 이론들이 제시되었다. 주요 대안들은 매슬로의 기본 틀을 확장하거나 새로운 관점에서 인간의 욕구를 정의하고 있다.

### ERG 이론
클레이튼 앨더퍼(Clayton Alderfer)의 ERG 이론은 매슬로의 다섯 단계 위계를 세 가지로 단순화했다. 여기에는 생존(Existence), 관계(Relatedness), 성장(Growth) 욕구가 포함되며, 개인이 상황에 따라 욕구 단계를 유동적으로 이동할 수 있다고 본다. 이는 욕구가 항상 하위 단계에서 상위 단계로 이동하지 않음을 강조하여 매슬로의 위계적 접근을 확장한다.

## 같이 보기
- 클레이튼 알더퍼
  - ERG 이론(Existence, Relatedness & Growth)

## 참고 문헌
- 윤정일 외 (2007). 《교육행적학 원론》. 서울: 학지사.
- 전태련 (2007). 《함께하는 교육학》. 서울: 마이쌤.
- 정인석 (2009). 《트랜스퍼스널 심리학》. 서울: 대왕사.